# 李含乙
李含乙（？—1645年7月8日（弘光元年六月十六）），字生東，號青藜，四川順慶府渠縣人，明朝、南明政治和軍事人物。

## 生平
天啓七年（1627年）丁卯科鄉試第三十三名舉人，崇禎七年（1634年）甲戌科進士，通政司觀政，歷任高郵知州、主客司主事、儀制司員外郎、主客郎中。崇禎十七年（1644年），張獻忠攻入四川，李含乙剛巧因雙親逝世在家鄉丁憂里居，和弟弟李儲乙，舉人曹司冀及陳經一將鄒一軻、何曉、周遵、柴拱極、田有立、陳映星、王加詔、胡鼎舜、聶順明、王興明、毛丹詔、何杞、劉榮、郭榮泰、王奇才、瞿登仕等人招募數千人包圍廣安。張獻忠部下馬元利來爭奪，因此力戰，與妾王氏共同被擒；馬元利以禮相待，誘降不成，用刀劍脅逼也不從，將其關押。義民劫走李含乙自成一軍，與王應熊會合，兵威大振。
弘光元年（1645年）六月十六日，李含乙因深入敵陣被抓，大罵遭刺數十刀而死，七個兒子及親友三十多人被殺。南明朝廷獲悉此事，追贈兵部右侍郎。

## 引用
1. 1 2  錢海岳《南明史·卷三十六·列傳第十二》：李含乙，字生東，渠縣人。崇禎七年進士。歷高郵知州、儀制員外郎、主客郎中。十七年，張獻忠入蜀，含乙適丁憂里居，與弟儲乙，舉人曹司冀及陳經一將鄒一軻、何曉、周遵、柴拱極、田有立、陳映星、王加詔、胡鼎舜、聶順明、王興明、毛丹詔、何杞、劉榮、郭榮泰、王奇才、瞿登仕募軍得數千人，圍廣安。
2. ↑  《崇祯七年甲戌科进士三代履历》：李含乙，曾祖致和，祖旸，父高魁〔廪生〕，青藜，书一房，壬子年十二月初一日生，顺庆府广安州渠县人，丁卯乡试，会二百二十一名，二甲十五名，通政司观政，八月授南直高邮知州，庚辰礼部主客司主事。（壬午升本司郎中，癸未考察。）
3. ↑  錢海岳《南明史·卷三十六·列傳第十二》：馬元利來爭，力戰，與妾王被執。元利禮之，誘降不屈，迫之以刃，兄弟延頸待命，遂繫獄。義民劫之出，自成一軍，與王應熊合，兵威甚振。弘光元年六月十六日，以深入被執，大罵死。王受數十創死，七子及親族死者三十餘人。事聞，贈兵部右侍郎。